# Change of the Century
| Recensione                     | Giudizio |
| ------------------------------ | -------- |
| AllMusic                       |          |
| Rolling Stone (1985)           |          |
| Rolling Stone (1992)           |          |
| Piero Scaruffi (Austin Krentz) | 6/10     |

Change of the Century è il quarto album discografico di Ornette Coleman, pubblicato nel 1960 dall'Atlantic Records. Ritenuto uno dei capolavori del genere jazz, insieme ai precedenti album di Coleman contribuì a codificare un nuovo modo di fare jazz che divenne poi noto come free jazz.

## Descrizione
L'album è stato registrato in formazione a quartetto, lo stesso quartetto jazz che aveva registrato il precedente The Shape of Jazz to Come. I musicisti utilizzarono anche lo stesso studio. Change of the Century venne registrato durante due sessioni di registrazione. In tutto furono completate e incise nove canzoni. Sull'album ne furono incluse solo sette; le altre: Music Always e The Circle with a Hole in the Middle, furono pubblicate rispettivamente sugli album To Whom Who Keeps a Record (1975) e The Art of the Improvisers (1970).
L'8 ottobre 1959 furono registrate Una Muy Bonita, Bird Food, Change of the Century, Music Always, The Face of the Bass. Il 9 ottobre invece furono completate Forerunner, Free, The Circle with a Hole in the Middle e Ramblin'.
Il disco ha un carattere e uno stile simili a quello del precedente album, The Shape of Jazz to Come. Il titolo dell'album, "Change of the Century" ("Cambio di secolo") indica anche la coscienza rivoluzionaria dei musicisti circa il proprio progetto musicale d'avanguardia.

## Tracce
Lato A
Testi e musiche di Ornette Coleman.
1. Ramblin' – 6:39
2. Free – 6:24
3. The Face of the Bass – 6:59

Lato B
Testi e musiche di Ornette Coleman.
1. Forerunner – 5:16
2. Bird Food – 5:31
3. Una Moy Bonita – 6:02
4. Change of the Century – 4:41

## Formazione
- Ornette Coleman – sassofono contralto
- Don Cherry – tromba pocket
- Charlie Haden – contrabbasso
- Billy Higgins – batteria